# Kumagaya

Kumagaya (熊谷市 Kumagaya-shi?) este un municipiu din Japonia, prefectura Saitama.